# Закон Ачербо

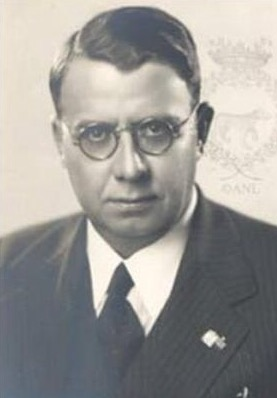
Джакомо Ачербо

Закон Аче́рбо — итальянский избирательный закон 18 ноября 1923 года, предложенный бароном Джакомо Ачербо и проведенный через итальянский парламент. На практике означал очередной шаг к укреплению власти фашистов и использовался только на парламентских выборах 1924 года, поскольку следом был установлен однопартийный режим.

## Значение
Согласно Закону Ачербо, партия, получившая первое место на выборах и не менее 25 % действительных голосов, получала 66 % мест в парламенте. Оставшиеся мандаты распределялись между остальными партиями согласно пропорциональной системе. На практике закон закрепил установившуюся власть фашистской партии.
На выборах 1924 года, проведённых согласно новому закону, Бенито Муссолини получил лояльный парламент, что способствовало установлению его диктатуры. Ирония заключалась в том, что фашисты и их союзники добились на выборах поддержки 2/3 избирателей, что дало бы им 2/3 мест в парламенте и при старой редакции закона.
Итальянская социалистическая партия не признала принятие закона и не участвовала в правительстве, что дало Муссолини еще большую свободу действий. Оппозиционные депутаты сформировали так называемый Авентинский блок и отказались участвовать в работе парламента, чем фактически сделали его однородно фашистским. Позже ряд руководителей социалистов, включая Джакомо Маттеоти, были убиты фашистскими агентами.